# لوسيانا دينيز
لوسيانا دينيز (بالبرتغالية: Luciana Diniz-Knippling‏) هي فارسة ‏ برتغالية وبرازيلية، ولدت في 11 أكتوبر 1970 في ساو باولو في البرازيل.

## وصلات خارجية
- الموقع الرسمي
- لوسيانا دينيز على موقع الاتحاد الدولي للفروسية (الإنجليزية)
- لوسيانا دينيز على موقع FEI (رابط بديل) (الإنجليزية)
- لوسيانا دينيز على موقع أوليمبيديا (الإنجليزية)